# Rubcovszki járás
A Rubcovszki járás (oroszul: Рубцовский район) Oroszország egyik járása az Altaji határterületen. Székhelye Rubcovszk.

A Rubcovszki járás az Altaji határterületen

## Népesség
- 1989-ben 26 060 lakosa volt.
- 2002-ben 26 407 lakosa volt, melyből 23 403 orosz, 1 825 német, 436 ukrán, 186 örmény, 83 fehérorosz, 76 koreai, 64 kazah, 64 tatár stb.
- 2010-ben 24 556 lakosa volt.